# Lingua punjabi
La lingua punjabi (con grafia inglese) o panjābī (con grafia indostana), anche nota come pangiabi, pangiàbico, pengiabi o pengiabico, è la lingua del gruppo etnico dei panjābī, parlata nelle regioni del Panjāb, in India (Panjab indiano) e Pakistan (Panjab pachistano). La pronuncia panjābī della lingua è [paɲɟaːbiː] e in alfabeto gurmukhi si scrive ਪੰਜਾਬੀ. In alfabeto shahmukhi si scrive invece پنجابی.
Al 2022, il panjābī occidentale (Lahnda) è parlato da 98 milioni di parlanti totali, mentre quello orientale (Charda) conta 40,7 milioni di parlanti totali (gran parte dei parlanti sono nativi).

## Lingua ufficiale
È una delle 22 lingue ufficialmente riconosciute dall'allegato VIII della Costituzione dell'India. È lingua ufficiale di Delhi, Haryana, e del Punjab.

## Classificazione
È una lingua indoeuropea appartenente alla famiglia delle lingue indoiraniche.

## Grammatica
Il punjabi è una lingua tonale, e morfologicamente è una lingua indo-ariana. L'ordine delle parole è di tipo Soggetto Oggetto Verbo (SOV).